# Ourique
Ourique is een gemeente in het Portugese district Beja.
De gemeente heeft een totale oppervlakte van 665 km² en telde 6199 inwoners in 2001.

## Geschiedenis
Op 25 juli 1139 vond hier de Slag bij Ourique plaats waarbij koning Alfons I van Portugal een leger van de Almoraviden onder emir Ali ibn Yusuf versloeg. Na deze veldslag werd Portugal onafhankelijk verklaard van de koninkrijken Leon en Castilië.

## Plaatsen in de gemeente
- Conceição
- Garvão
- Ourique
- Panóias
- Santa Luzia
- Santana da Serra

Aljustrel · Almodôvar · Alvito · Barrancos · Beja · Castro Verde · Cuba · Ferreira do Alentejo · Mértola · Moura · Odemira · Ourique · Serpa · Vidigueira